# ウラジーミル・ルキン
ウラジーミル・ペトローヴィチ・ルキン（ルキーン、ルーキン、ロシア語: Влади́мир Петро́вич Луки́н, ラテン文字転写: Vladimir Petrovich Lukin, 1937年7月13日 - ）は、ソビエト連邦およびロシアの外交官、政治家、歴史学および政治学者。ロシア連邦人権委員会代表。歴史学博士。

## 経歴
1937年7月13日、西シベリアのオムスクに生まれる。両親はルキンが生まれてすぐに死に、彼は親戚に預けられて育った。1959年、モスクワ教育大学歴史学部を卒業する。大学卒業後、ソ連歴史学博物館研究員（フェロー）。1960年、ソ連革命博物館研究員として勤務する。1961年、ソ連科学アカデミー世界経済・国際研究所（IMEMO）大学院を修了し、1964年からIMEMOで研究員として勤務する。
1965年、チェコスロバキアの評論誌『平和と社会主義の諸問題』の誌編集部員としてプラハ勤務となるが、1968年にはソ連軍のプラハの春に対する軍事介入に反対したため、当局から帰国を命じられた。帰国後は、ソ連科学アカデミーのアメリカ・カナダ研究所極東政策研究所に勤務する。1985年、中国の改革開放政策に関する論文がソ連外務省で非公式ながら承認される。
1987年、外務省に移り、太平洋・南アジア部長に任命される。1989年、外務省評価計画局次長兼部長。1989年、ソ連最高会議書記局（事務局）で対外情勢の予測・分析・調査部門を指導する。1990年、ロシア共和国人民代議員にモスクワ州から民主ロシアの候補として立候補し、民族会議（民族院）代議員に選出される。当選後は憲法委員会に所属した。1990年6月、ロシア最高会議国際関係委員会議長、最高会議幹部会員に選出され、ロシア共和国と他のソ連構成共和国との間に新たな条約策定に関して尽力した。1991年、ソ連外務省付属大学校に所属する。1992年、外務省クリミア問題処理委員会の責任者となり、同年1月には特命全権大使となる。1992年2月から駐米ロシア大使を務めた。米ソ、米露関係、軍縮問題の専門家として尽力した。
1993年、ロシア連邦議会選挙を前にして、グリゴリー・ヤブリンスキー、ユーリ・ボルディエフとともに「ヤブリンスキー・ボルディエフ・ルキン・ブロック」（後のヤブロコ）を共同設立した。
ロシア連邦議会下院国家会議副議長、下院国際問題委員会議長などを歴任し、現在はロシア連邦人権委員会代表としてオンブズマン活動の傍ら、国家安全保障問題に関する独立系組織であるロシア外交国防政策評議会の会員を務めている。